# Brachychiton roseus
Brachychiton roseus är en malvaväxtart som beskrevs av G.P. Guymer. Brachychiton roseus ingår i släktet Brachychiton och familjen malvaväxter. Inga underarter finns listade i Catalogue of Life.